# Ларзде
Ларзде (перс. لرزده) — село в Ірані, у дегестані Хараджґіль, у бахші Асалем, шагрестані Талеш остану Ґілян. За даними перепису 2006 року, його населення становило 8 осіб, що проживали у складі 4 сімей.

## Клімат
Середня річна температура становить 8,72 °C, середня максимальна – 23,87 °C, а середня мінімальна – -8,00 °C. Середня річна кількість опадів – 375 мм.
| Клімат поселення                              | Клімат поселення | Клімат поселення | Клімат поселення | Клімат поселення | Клімат поселення | Клімат поселення | Клімат поселення | Клімат поселення | Клімат поселення | Клімат поселення | Клімат поселення | Клімат поселення | Клімат поселення |
| Показник                                      | Січ.             | Лют.             | Бер.             | Квіт.            | Трав.            | Черв.            | Лип.             | Серп.            | Вер.             | Жовт.            | Лист.            | Груд.            |                  |
| Середній максимум, °C                         | 3,75             | 3,95             | 6,62             | 12,78            | 18,11            | 22,20            | 23,87            | 23,53            | 19,60            | 16,06            | 10,10            | 4,79             |                  |
| Середня температура, °C                       | −2,13            | −1,93            | 0,73             | 6,90             | 12,22            | 16,31            | 19,64            | 19,29            | 15,35            | 11,82            | 5,86             | 0,56             |                  |
| Середній мінімум, °C                          | −8               | −7,82            | −5,15            | 1,01             | 6,34             | 10,42            | 15,39            | 15,05            | 11,12            | 7,58             | 1,61             | −3,69            |                  |
| Норма опадів, мм                              | 30               | 32               | 47               | 51               | 46               | 20               | 13               | 13               | 24               | 38               | 29               | 32               |                  |
| Середньомісячна швидкість вітру, м/с          | 2.07             | 2.54             | 2.59             | 2.79             | 2.24             | 2.03             | 2.20             | 2.12             | 1.84             | 1.98             | 2.19             | 2.02             |                  |
| Середньомісячна сонячна радіація, кДж/м²·день | 7298             | 9892             | 12293            | 16268            | 20105            | 22964            | 23357            | 20136            | 17185            | 12210            | 8903             | 6938             |                  |
| --------------------------------------------- | ---------------- | ---------------- | ---------------- | ---------------- | ---------------- | ---------------- | ---------------- | ---------------- | ---------------- | ---------------- | ---------------- | ---------------- | ---------------- |
| Джерело:                                      |                  |                  |                  |                  |                  |                  |                  |                  |                  |                  |                  |                  |                  |